# Fray Bartolomé
Fray Bartolomé är en ort i Mexiko.   Den ligger i kommunen San Cristobal De Casas och delstaten Chiapas, i den sydöstra delen av landet, 800 km öster om huvudstaden Mexico City. Fray Bartolomé ligger 2 403 meter över havet och antalet invånare är 488.
Terrängen runt Fray Bartolomé är huvudsakligen kuperad, men åt sydost är den platt. Runt Fray Bartolomé är det ganska tätbefolkat, med 90 invånare per kvadratkilometer. Närmaste större samhälle är San Cristóbal de las Casas, 19,5 km väster om Fray Bartolomé. I omgivningarna runt Fray Bartolomé växer huvudsakligen savannskog.